# José Mauro Ramalho de Alarcón Santiago
José Mauro Ramalho de Alarcón Santiago (ur. 14 maja 1925 w Russas, zm. 9 grudnia 2019) – brazylijski duchowny rzymskokatolicki, w latach 1962–2000 biskup Iguatú.

## Życiorys
Święcenia kapłańskie przyjął 5 grudnia 1948. 13 października 1962 został prekonizowany biskupem Iguatú. Sakrę biskupią otrzymał 6 stycznia 1962. 26 lipca 2000 przeszedł na emeryturę.